# Sea of Light
Sea of Light è il diciannovesimo album in studio del gruppo musicale rock britannico Uriah Heep pubblicato nell'aprile 1995.

## Tracce
1. Against the Odds (Box/Lanzon) – 6:12
2. Sweet Sugar (Bolder) – 4:43
3. Time of Revelation (Box/Lanzon) – 4:02
4. Mistress of All Time (Lanzon) – 5:33
5. Universal Wheels (Box/Lanzon) – 5:39
6. Fear of Falling (Bolder) – 4:38
7. Spirit of Freedom (Box/Lanzon) – 4:14
8. Logical Progression (Box/Lanzon) – 6:12
9. Love in Silence (Box/Lanzon) – 6:48
10. Words in the Distance (Box/Lanzon) – 4:46
11. Fires of Hell (Your Only Son) (Bolder) – 3:56
12. Dream On (Bolder) – 4:26

## Formazione
- Bernie Shaw - voce
- Mick Box - chitarra
- Phil Lanzon - tastiere
- Trevor Bolder - basso, voce in Fear of Falling
- Lee Kerslake - batteria